# Эгиптиады
Эгиптиады — в древнегреческой мифологии пятьдесят сыновей царя Эгипта, женившихся на данаидах против их воли и убитых ими. Тела сыновей Египта похоронены в Лерне, где произошло их убийство, а головы похоронены близ акрополя Аргоса.

## Список сыновей Египта
Знаками ++ помечены имена, возможно, испорченные в рукописи.
- Агаптолем. Сын Египта и финикиянки. Муж Пирены[2].
- Агенор. Сын Египта и аравитянки. Муж Клеопатры[2]) (у Гигина имя его жены утеряно[3].)
- Алкид. Сын Египта и аравитянки. Муж Главки[2].
- Алкменор. Сын Египта и аравитянки. Муж Гиппомедусы[2].
- Аминтор. Сын Египта. Муж Дамоны[3].
- Андромах. Сын Египта, муж Геро[3].
- Антимах. Сын Египта. Муж Мидеи[3].
- Антиох. Сын Египта. Муж Итеи[3].
- Антипаф. Сын Египта. Муж Критомедеи[4].
- Арбел. Сын Египта и Гефестины. Муж Оймы[2].
- Аргий. Сын Египта и финикиянки. Муж Евиппы[2].
- Аристоной. Сын Египта. Муж Келено[3].
- Архелай. Сын Египта и финикиянки. Муж Анаксибии[2]
- Астерид. Сын Египта, муж Хрисофемиды[3].
- Астерий. Сын Египта, муж Клео[3].
- Атлет. Сын Египта, муж Европомы[3].
- Афамант. Сын Египта. Муж Пиранты[3].
- Бромий. Сын Египта и Калиадны. Муж Стигны[2].
- Бусирис. Сын Египта и Аргифии. Муж Автоматы[2].
- Герм. Сын Египта и Калиадны. Муж Евридики[2].
- Гиперант. Сын Египта, муж Электры[3].
- Гипербий. Сын Египта и Гефестины. Муж Келено[2]. Либо муж Евфемы[3].
- Гиппокорист. Сын Египта и Гефестины. Муж Гипериппы[2].
- Гипполит. Сын Египта и аравитянки. Муж Роды[2]
- Гиппофой. Сын Египта и аравитянки. Муж Горги[2].
- Даифрон. Сын Египта и Гефестины. Муж Адианты[2].
- Даифрон. Сын Египта и Аргифии. Муж Скайи[2].
- Демарх. Сын Египта. Муж Евбулы[3].
- Диокорист (?Диокрист). Сын Египта и аравитянки. Муж Гипподамии[2].
- Долих. Сын Египта. Муж Пирены[3].
- Дриант (сын Египта). Сын Египта и Калиадны. Муж Главкиппы[2] Либо муж Гекабы[3].
- Евдемон. Сын Египта, муж Эрато[3].
- +Евидей.+ Сын Египта, муж Гелики[3].
- Евридамант[5]. Сын Египта и финикиянки. Муж Фарты[2].
- Еврилох. Сын Египта и Калиадны. Муж Автонои[2]
- Еврисфен. Сын Египта. Муж Монусты[3].
- Евхенор[6]. Сын Египта и аравитянки. Муж Ифимедусы[2].
- Египт. Сын Египта и Горго. Муж Диоксиппы[2]. Либо муж Поликсены[3].
- Идас. Сын Египта и Гефестины. Муж Гипподики[2].
- Идмон. Сын Египта и Горго. Муж Пиларги[2].
- +Ильтоном.+ Сын Египта, муж Полибы[3].
- Имбр. Сын Египта и Калиадны. Муж Эрато[2].
- Истр. Сын Египта и аравитянки. Муж Гипподамии[2].
- Канф. Сын Египта, муж Евридики[3].
- Касс. Сын Египта, муж Геликты[3].
- Керкест. Сын Египта и финикиянки. Муж Дорион[2].
- Киссей. Сын Египта и Калиадны. Муж Клеодоры[2]
- Клит. Сын Египта и Тирии. Муж Клиты[2]. Либо муж Автодики[3].
- Ксанф. Сын Египта, муж Аркадии[3].
- Ламп. Сын Египта и Горго. Муж Окипеты[2]
- Лик. Сын Египта и Аргифии. Женился на Агаве, убит ею[2].
- Ликс. Сын Египта и Калиадны. Муж Евиппы[2]
- Меналк. Сын Египта и Горго. Муж Адиты[2].
- Менемах. Сын Египта и финикиянки. Муж Нело[2]
- Металк. Сын Египта, муж Клеопатры[3].
- +Мидам.+ Сын Египта, муж Амимоны[3].
- Миней. Сын Египта, муж Мирмидоны[3].
- +Ниавий.+ Сын Египта, муж Главкиппы[3].
- Обрим[7] Сын Египта. Муж Гиппофои[3].
- Ойней. Сын Египта и Горго. Муж Подарки[2].
- Памфил. Сын Египта, муж Демофилы[3].
- Пандион. Сын Египта и Гефестины. Муж Каллидики[2].
- Панфий. Сын Египта. Муж Филомелы[3].
- Перистен. Сын Египта и Калиадны. Муж Клеопатры[2].
- Перифант. Сын Египта и Горго. Муж Актеи[2].
- Персий. Сын Египта. Муж Гиалы[3].
- Плексипп. Сын Египта, муж Амфикомоны[3].
- Плексипп. Сын Египта, муж Пирантиды[3].
- +Подасим.+ Сын Египта, муж Фемистагоры[3].
- Полидектор. Сын Египта, муж Эмы[3].
- Поликтор. Сын Египта и Калиадны. Муж Брики[2].
- Потамон. Сын Египта и Калиадны. Муж Антелии[2]
- Протей. Сын Египта и Аргифии. Муж Горгофоны[8]. Либо муж Скиллы[3].
- Протеон. Сын Египта, муж Гиппареты[3].
- +Пугнон.+ Сын Египта, муж Даплидики[3].
- Сфенел. Сын Египта и Тирии. Муж Сфенелы[2]
- Фант. Сын Египта и Калиадны. Муж Теано[2].
- Филин. Сын Египта. Муж Филы[3].
- Халкодонт. Сын Египта и аравитянки. Муж Родии[2].
- Хрисипп. Сын Египта и Тирии. Муж Хрисиппы[2] У Гигина имя его жены утеряно[3].
- Хтоний. Сын Египта и Калиадны. Муж данаиды ?? (имя испорчено в рукописи)[2].
- Хэт. Сын Египта и аравитянки. Муж Астерии[2].
- Эгий. Сын Египта и финикиянки. Муж Мнестры[2]
- Экномин. Сын Египта. Муж Ахамантиды[3].
- Энкелад. Сын Египта и Аргифии. Муж Амимоны[2]. Либо муж Триты[3].
- Эфиальт. Сын Египта. Муж Арсальты[3].